# Fábrica de Arte Cubano
La Fábrica de Arte Cubano (conocida también como Fábrica de Arte o F.A.C) es una galería de arte y club en La Habana, Cuba. La galería y el escenario se establecieron en el interior de una antigua fábrica de aceite de cocina, y desde entonces ha adquirido notoriedad como uno de los principales clubes nocturnos y galas de arte de la capital cubana. Varios medios de comunicación han descrito el sitio como un símbolo de la «acelerada apertura de Cuba al mundo».

## Historia
La estructura que alberga La Fábrica de Arte fue construida en 1910 como fábrica de aceite de cocina. En 2008 un grupo de artistas y músicos cubanos comenzó a buscar un lugar centralizado en el que se pudiera mostrar el arte en sus diferentes formas, lo que los llevó a adquirir la fábrica, la cual fue cerrada en 2010. El local actual se inauguró en febrero de 2014, y desde entonces ha servido como punto de encuentro para ciudadanos de la isla y extranjeros.